# 라라 나반
라라 나반(1989년 7월 17일 ~)은 알 아라비야에서 일하는 레바논의 언론인으로 가장 아름다운 아라비아 언론인 중 한 명이라고 일컬어진다.
1989년 7월 17일 레바논 자흘레에서 레바논의 시아파 종파에 속한 무슬림 가정에서 태어났다. 안투니야 대학교에서 교육을 받았다.
2012년부터 그녀는 자신이 살고 있는 아랍에미리트 두바이의 알 아라비야 채널에서 일하고 있다.